# Всесвітній день снігу
Всесвітній день снігу (англ. World Snow Day) — міжнародне свято, день зимових видів спорту. Відзначається щорічно передостанньої неділі січня, починаючи з 2012 року.

## Історія свята
Ініціатором та засновником проведення свята є Міжнародна федерація лижного спорту (FIS).
За задумом організаторів, Всесвітній день снігу має служити популяризації зимових видів спорту та активного, здорового способу життя.
Проходить під девізом — «Насолодитися, ознайомитися і випробувати!»

## Хронологія
| №  | дата проведення |
| -- | --------------- |
| 1  | 22 січня 2012   |
| 2  | 20 січня 2013   |
| 3  | 19 січня 2014   |
| 4  | 18 січня 2015   |
| 5  | 24 січня 2016   |
| 6  | 15 січня 2017   |
| 7  | 21 січня 2018   |
| 8  | 20 січня 2019   |
| 9  | 19 січня 2020   |
| 10 | 24 січня 2021   |
| 11 | 23 січня 2022   |
| 12 | 22 січня 2023   |

У 2012 році, в перший рік свято відбувалося у понад 20 країнах світу, серед яких США, Канада, Австралія, Швейцарія, Фінляндія, Німеччина, Велика Британія, Норвегія, Польща, Туреччина, Казахстан, Україна та інші.
У 2020 Всесвітній день снігу відзначали в 45 країнах.